# Giuseppe Pellizza da Volpedo
Giuseppe Pellizza da Volpedo (28. července 1868, Volpedo – 14. června 1907, Volpedo) byl italský malíř, představitel angažovaného realismu.

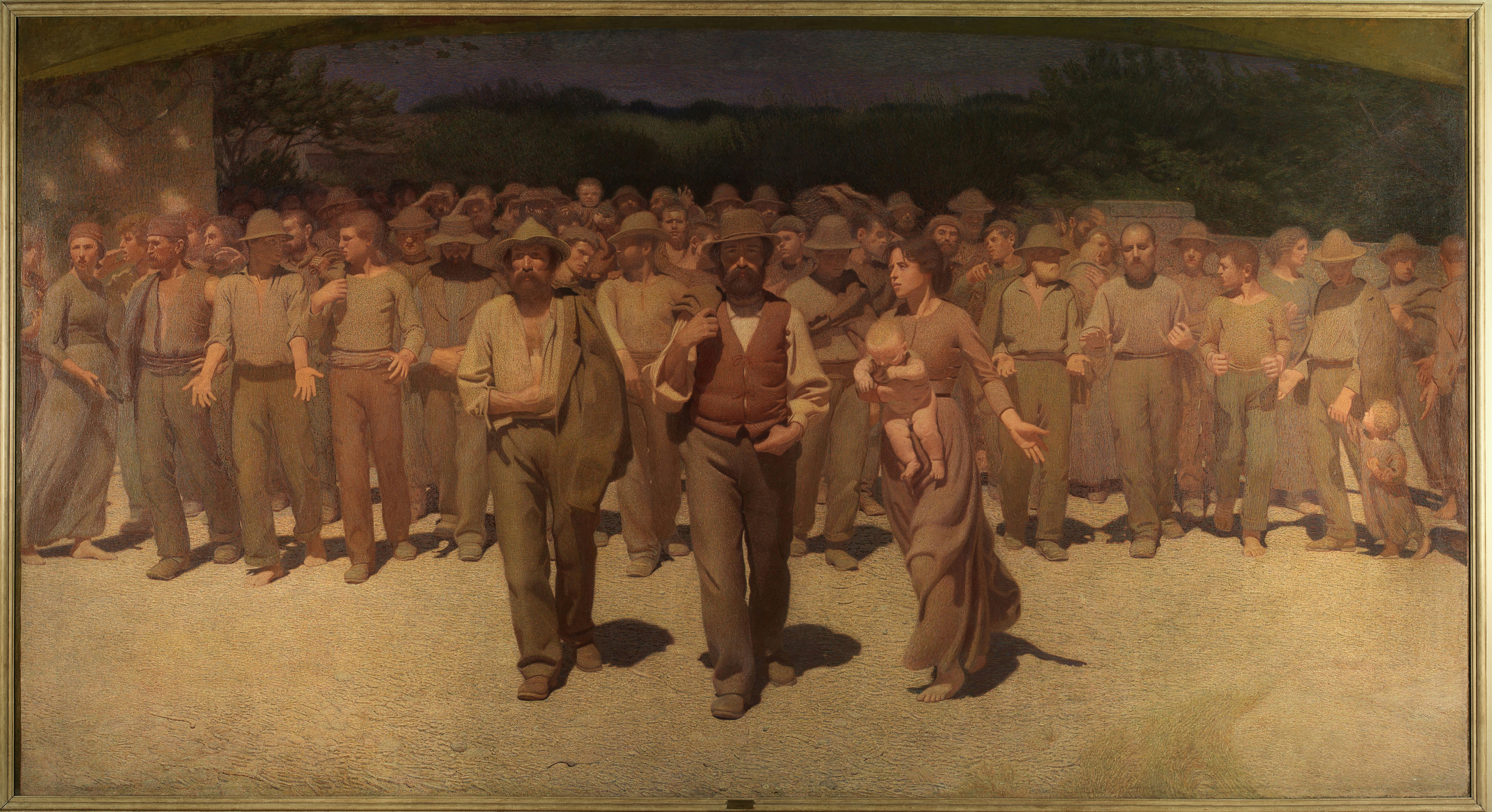
Giuseppe Pellizza da Volpedo: Čtvrtý stav, 1898–1901

Pocházel z chudé zemědělské rodiny. Studoval na Accademia di Belle Arti di Brera. V malbě se věnoval především sociálním tématům.
Jeho hlavním dílem je monumentální, 2,93×5,45 metrů velká malba Čtvrtý stav (Il quarto Stato), kterou tvořil v letech 1898–1901, oslava dělnictva a dělnického hnutí. Dílo bývá považováno za vrchol sociálně angažovaného realistického výtvarného umění na konci 19. století.
14. června 1907 se malíř oběsil ve svém ateliéru přímo před plátnem Čtvrtý stav.